# Институт филологии СО РАН
Институ́т филоло́гии СО РАН — один из институтов Новосибирского научного центра Сибирского отделения Академии наук. Расположен в Новосибирске.

## Общие сведения
Основными направлениями научной деятельности института являются историко-этимологическое исследование и толковые словари русских говоров Сибири, лексикографическое исследование исчезающих языков этнических меньшинств Сибири и Дальнего Востока, лингвистическое описание языков народов Сибири; роль традиции в литературной жизни эпохи (сюжеты, мотивы, жанры), научно-методическая подготовка и публикация 60-томной академической серии «Памятники фольклора народов Сибири и Дальнего Востока».

## История
В 1966—1990 годах входил в состав Института истории, филологии и философии СО АН СССР (директор с 1966 по 1981 годы акад. А. П. Окладников, а с 1983 по 1991 годы — акад. А. П. Деревянко), а в 1990—2001 годах — в состав Объединённого института истории, филологии и философии СО РАН.
Институт создан как Институт филологии в составе Объединенного института истории, филологии и философии Сибирского отделения Академии наук СССР в соответствии с постановлением Совета Министров СССР от 26 мая 1990 г. N2 525 и постановлением Президиума Сибирского отделения Академии наук СССР от 26 декабря 1990 г. N2 591 с целью дальнейшего развития филологических исследований, изучения языка, литературы и фольклора народов Сибири и Дальнего Востока.
В соответствии с постановлением Президиума Российской академии наук от 18 апреля 2006 г. М 134 Институт выведен из состава Объединенного института истории, филологии и философии Сибирского отделения Российской академии наук и переименован в Институт филологии Сибирского отделения Российской академии наук.
В соответствии с постановлением Президиума Российской академии наук от 18 декабря 2007 г. М 274 Институт переименован в Учреждение Российской академии наук Институт филологии Сибирского отделения РАН.
В соответствии с постановлением Президиума Российской академии наук от 13 декабря 2011 г. N2 262 наименование Учреждения Российской академии наук Института филологии Сибирского отделения РАН изменено на Федеральное государственное бюджетное учреждение науки Институт филологии Сибирского отделения Российской академии наук.
В соответствии с Федеральным законом от 27 сентября 2013 г. М 253-ФЗ «О Российской академии наук, реорганизации государственных академий наук и внесении изменений в отдельные законодательные акты Российской Федерации» и распоряжением Правительства Российской Федерщии от 30 декабря 2013 г. N2 2591-р Институт передан в ведение Федерального агентства научных организаций (ФАНО России).

### Директора
- член-корр. РАН А. Б. Соктоев (1991—1998)
- член-корр. РАН Е. К. Ромодановская (1998—2012)
- член-корр. РАН И. В. Силантьев (с 2012 года)[7]

## Структура
В состав института входят следующие научные подразделения:
- Сектор языков народов Сибири (заведующая д. филол. н. Н. Б. Кошкарёва)
- Сектор тунгусо-маньчжуроведения (выделен в 1989 году из Сектора лексикологии и лексикографии). Заведующий — д. филол. н. Б. В. Болдырев, специалист по тунгусо-маньчжурским языкам. Сотрудниками сектора подготовлены словари (национально-русские и русско-национальные) по нанайскому, эвенкийскому и орокскому языкам, первые словари удэгейского языка, грамматики орокского, орочского и эвенкийского языка, описания фольклора негидальцев, удэгейцев и ороков[9].
- Сектор русского языка в Сибири (выделен в 1999 году из Сектора тунгусо-муньчжуроведения, в который входил с 1994 года в качестве Группы русского языка в Сибири). Заведующий — академик А. Е. Аникин. Сотрудниками сектора подготовлены несколько выпусков «Русского этимологического словаря», «Словаря русских говоров Сибири», монография «Самодийско-тунгусо-маньчжурские лексические связи» и «Словарь архаизмов и историзмов русского литературного языка XVIII—XX вв.»[10].
- Сектор фольклора народов Сибири. Заведующая — д. филол. н. Е. Н. Кузьмина (первым руководителем сектора был избран в 1983 году Александр Бадмаевич Соктоев, доктор филологических наук, в последующем член-корреспондент РАН). Сотрудниками сектора готовится академическое двуязычное 60-томное издание «Памятники фольклора народов Сибири и Дальнего Востока» (издано 27 томов), за который разработчики серии удостоены в 2002 году Государственной премии РФ в области науки и техники[11].
- Сектор литературоведения. Заведующий — член-корр. РАН, д. филол. н. И. В. Силантьев. До 2012 года сектором руководила член-корреспондент РАН Елена Константиновна Ромодановская[12].
- Лаборатория экспериментально-фонетических исследований имени В. М. Наделяева (заведующая — д. филол. н. И. Я. Селютина).
- Кафедра иностранных языков (заведующая — М. В. Эстрайх)

Институтом подготавливаются научные периодические издания:
- «Сибирский филологический журнал» (Siberian Journal of Philology; главный редактор член-корр. РАН, д. филол. н. И. В. Силантьев), ISSN 1813-7083[14]
- «Языки и фольклор коренных народов Сибири» (главный редактор д. филол. н. Н. Б. Кошкарёва)
- «Критика и семиотика» (главный редактор член-корр. РАН, д. филол. н. И. В. Силантьев)
- «Сюжетология и сюжетография» (главный редактор д. филол. н. Е. В. Капинос)

## Дирекция
- Директор — член-корр. РАН, д. филол. н., проф. Силантьев Игорь Витальевич[1]
- Заместители директора по научной работе
  - к. филол. н. Рыжикова Татьяна Раисовна
  - к. иск. Шахов Павел Сергеевич
- Учёный секретарь
  - к. филол. н. Абрамова Ксения Вадимовна